# Istenkáromlás
Az istenkáromlás vagy blaszfémia (görögül: βλασφημία) megvetés, tiszteletlenség, sértő szándékkal történt gyalázás egy istenséggel, vallási szent tárggyal vagy sérthetetlennek tekintett személlyel (szenttel) vagy dologgal szemben. 
Történhet szóval vagy viselkedéssel vagy lehet szándékolatlan (indirekt) blaszfémia is.
A szó a görög blapteim – ‘megsebezni’ és a pheme- ‘hírnév’ szavak összetételéből keletkezett. Tágan értelmezve bármilyen dolog, személy, vagy csoport elleni tiszteletlenség, sértés megnyilvánulása. Francis Bacon ebben a tágabb értelemben használja a kifejezést, amikor a The Advancement of Learning című könyvében „a tanulás blaszfémiájáról” beszél.
A katolikus tanításokban az istenkáromlás „az Istent megillető imádással ellentétes cselekedet; a Tízparancsolat első három parancsának megszegése; a Szentlélekkel szembeni legnagyobb bűnök egyike, a legsúlyosabb bűn”.
Az istenkáromlástól különbözik az Isten nevének tiszteletlen használata, amely Isten nevének nem gyalázása, hanem csak olyan használata, amely nélkülözi a köteles tiszteletet. Ez – a többségi keresztény értelmezés alapján – bocsánatos bűn.
A régebbi és az újabb felfogás között két lényeges különbséget állapíthatunk meg. A régi felfogás a bűntett tárgyául magát az Istent tekintette, s az aránytalanul súlyos büntetések a megsértett istenség kiengesztelését célozták. Az újabb felfogás szerint emberi cselekmény az Istent nem sértheti, Isten emberek védelmére nem szorul, a jogvédelem tárgya nem az Isten, hanem az állampolgároknak a vallásos érzései, mely a vallásos tisztelet tárgyainak megsértésén joggal megbotránkozhat. Míg a régi felfogás csak egy (a saját) vallásra volt tekintettel, ma a jogegyenlőség érvényesülésével az elismert hitfelekezetek tagjainak vallásos érzései is jogvédelemben részesülnek.
A káromkodás a hívő ember elleni verbális támadás, amely nem jogszerűtlen, hiszen Istent nem védi a törvény, de mindenképp sérti az emberi méltóságot. Mivel a társadalom magányügyként kezeli a vallásosságot, a kívülállók számára a vallásosság ijesztő lehet. A köznevelési intézményekben a 2011. évi CXC évi tv 3 § (3). bek. alapján a gyermekeknek, szülőknek és pedagógusoknak tiszteletben kell tartaniuk egymás vallási meggyőződését, és garantálni kell a semleges neveléshez való jogot, az értéksemlegességet azonban a törvény elutasítja. 2012-ben istenkáromlás elleni törvények 32 országban léteztek, míg 87 országban gyűlöletbeszéd ellenes jogszabályok voltak érvényben, amelyek a vallási csoportok védelmében jöttek létre. A blaszfémia-ellenes törvények elsősorban a muszlim többségű országokra jellemzőek, azon belül a Közel-Keletre és Észak-Afrikára.

## A nyelvben
Bár istenkáromlás megnyilvánulhat gondolatban vagy cselekvésben is, elsődleges megnyilvánulási közege a beszéd. Isten mint Teremtő helyét itt bármelyik teremtménye átveheti – helyettesíthető többek között magával az élettel (A k. életbe!, A mindenségit!), szentek nevével, vagy más szakrális elemekkel (Azt a hétszentségit! Azt a hét [szentség] meg a nyolcát! [boldogság], A hétszázát!. Gyakori a műveltető formában történő használata is.(Az Isten verje/b. meg!).

## A történelemben

### Ószövetség
Az Ószövetség történetében általában halállal büntették, gyakori volt ilyenkor a megkövezés általi kivégzés. 
Az ókorban a vallás elleni bűntetteket, különösen az istenkáromlást, az isteni felség közvetlen megsértésének fogták fel, s megbüntetésénél abból indultak ki, hogy az Isten, ha őt az emberek megsértik, pestist, földrengést, éhhalált, háborút és mindenféle súlyos bajt küld a világra. Így már Mózes is, – akinek a hagyományos nézetekben az első öt bibliai könyvet tulajdonítják, – a blaszfémiát megköveztetéssel rendelte büntetni, tehát halálos büntetést szabott ki rá. 
Találkozhatunk ilyen jellegű történetekkel:
- Isten nevének megvető szidalmazása vagy átkozása istenkáromlásnak minősül (3Móz 24,11),

„Az izráeli asszonynak a fia káromolta az Úr nevét, és átkozódott. Ezért odavitték Mózeshez. Az Úr pedig így beszélt Mózeshez: Vidd ki az átkozódót a táboron kívülre, és tegyék fejére a kezüket mindazok, akik hallották, azután kövezze meg az egész közösség. Izráel fiaihoz pedig így beszélj: Ha valaki átkozza Istenét, annak bűnhődnie kell vétkéért. Aki az Úr nevét káromolja, az halállal lakoljon, irgalom nélkül kövezze meg az egész közösség. Akár jövevény, akár bennszülött, meg kell halnia, ha káromolja az Úr nevét.” 
- a nyilvánvaló gúny Isten ellen (Ézs 36,18-20; 37,1-4)
- Isten rendelkezéseinek elvetése (4Móz 16,3-30)
- Isten törvényben kijelentett akaratának megvetése (Ézs 5,24)
- hitetlenség, engedetlenség, bálványimádás (5Móz 31)

### Újszövetség
Az evangéliumok alapján Jézus azt mondta egy bénának, hogy „a bűneid meg vannak bocsátva”, és a zsidók istenkáromlással vádolták.
Amit mondott, az istenkáromlásnak számított, mert valami olyasmit igényelt magának, ami kizárólag Istent illeti meg. 
Szigorúbb értelmezések szerint istenkáromlásnak minősül:
- a pogányság (Zsolt 74,10; Ézs 52,5)
- a kereszténység megcsúfolása (Jak 2,6.7)
- ha a bűnök miatt „káromoltatik” az „Isten neve” (1Tim 6,1)
- vagy az Isten igéje káromoltatik (Tit 2,5)

### Európában
A régi időben az istenkáromlóra rettenetes büntetés várt. Ennek oka az volt, hogy az Istentől elpártolt ember a régiek hite szerint még tovább süllyedhetett a gonoszságban: átpártolhatott az ördöghöz. Isten és a Sátán harcában a fohászokkal eljuthatott az egyén Istenhez és a káromlásokkal, idézésekkel megjeleníthette az ördögöt.
A legsúlyosabb istenkáromlások tehát azok voltak, amelyek Isten megtagadásán túlmenőleg az ördög segítségét kívánták igénybevenni. Manapság nem botránkozunk meg az efféle kifejezésen: „vigye el az ördög”, avagy „ördög bújjék belé”; de a babonás régi ember ezt szóról-szóra vette; élt benne a naív hit, hogy egyoldalú kívánságával is elérhet valamit akár Istennél, akár az ördögnél. Ezen a gondolaton alapszik az istenkáromlás testvérének, a káromkodásnak, sőt az átoknak vélt jogosultsága is.
Már az ősidőkben kifejlesztették a mágiát, amelyben részben varázsszavakkal és ritualizált cselekvésekkel az egyén a saját szolgálatába kívánta állítani a természetfeletti hatalmakat. A középkorban elhatalmasodott a mágiában való hit, amely összebogozódott a boszorkánysággal. Általános lévén a hit, hogy megfelelő rituáléval és kívánságokkal földöntúli erőket lehet megmozgatni, az istenkáromlást és káromkodást üldözni kellett mint valami gyakorlati rosszat. Ez indokolja a rettenetes büntetéseket.
A középkorban és a kora újkorban a gyilkosra alig várt súlyosabb büntetés, mint az istenkáromlóra és káromkodóra.

#### Magyarországon
Buda városának Zsigmond király idejéből való jogkönyve pl. azt, aki Istent vagy a szenteket káromolta, nyelvének kihúzásával büntette.
Selmecbányán a 16. században meztelenül megvesszőzték az ilyen bűntevőt, Körmöcbányán egyházi átok alá vetették, Lőcsén a 17. században kalodába zárták. Erdélyben is ez az utóbbi volt a büntetés, amelyet országos törvény írt elő.
Magyarországon az 1563. évi 42. törvénycikkely megbotozással, illetve visszaesésben halállal büntette az istenkáromlót. Amikor a mágia, az ördögidézés és hasonló okkult gyakorlatok virágzása elmúlt, az istenkáromlók és káromkodók üldözése is alábbhagyott. A káromkodás megszűnt gyakorlati rossz lenni, ellenben megmaradt, egyszer súlyosan, máskor kevésbé súlyosan felfogott erkölcsi vétségnek, illetlenségnek.
A 20. században, a két világháború között a Btk. 190.§-a vétségnek minősítette és egy évig terjedő fogházzal büntette, ha valaki Isten ellen intézett gyalázó kifejezések által közbotrányt okozott.

## Blaszfémiatörvények

Blaszfémiatörvények napjainkban
Nincs blaszfémiatörvény
Hatálytalanítva
Helyi szabályozások
Bírság
Börtönbüntetés
Halálbüntetés

Néhány államvallással rendelkező országban a blaszfémia bűncselekményként szerepel a büntető törvénykönyvben. Ez egyes országokban bizonyos vallási kisebbségek üldöztetéséhez, lincseléséhez, meggyilkolásához vagy letartóztatásához vezet.
Az istenkáromlást tiltó törvényeknek két fajtájuk létezik: 
- közvetlenül bünteti a blaszfémiát
- az istenkáromlás sértettjei kérhetnek büntetést az elkövetőkre

Utóbbi törvények megengedik a büntetést vagy megtorlást a blaszfémiáért:
- az istenkáromló becsületsértés,[15]
- vallások becsmérlése és rágalmazása,[16]
- gyűlöletbeszéd,

kategóriák alapján.
2024-ben 29 országban létezett blaszfémiaellenes törvény, ezek közül 21 muszlim többségű ország: Afganisztán, Algéria, Bahrein, Egyesült Arab Emírségek, Egyiptom, Indonézia, Irán, Jordánia, Katar, Kuvait, Libanon, Malajzia, Maldív-szigetek, Marokkó, Omán, Pakisztán, Szaúd-Arábia, Szomália, Szudán, Törökország és a hivatalosan el nem ismert Nyugat-Szahara. Más (nem muszlim) országok: Finnország, Görögország, India, Lengyelország, Németország, Nigéria, Olaszország és Szingapúr.
Az istenkáromlást halálbüntetéssel sújtották egyes muszlim országokban.
A többi ország vagy soha nem alkalmazta vagy eltörölte a blaszfémiatörvényeket, például Franciaország 1881-ben a vallásszabadság és sajtószabadság érvényesülése érdekében, Svédország 1970-ben hatálytalanította, Anglia és Wales 2008-ban, Norvégia 2009-ben (és 2015--ben), Hollandia 2014-ben, Izland 2015-ben, Málta 2016-ban, Dánia 2017-ben és Írország 2020-ban.